# The Alien (singolo)
The Alien è un singolo del gruppo musicale statunitense Dream Theater, pubblicato il 13 agosto 2021 come primo estratto dal quindicesimo album in studio A View from the Top of the World.

## Descrizione
Si tratta del primo brano composto per il disco e scelto come singolo apripista dello stesso in quanto secondo il chitarrista John Petrucci ha «l'avventura, la struttura non tradizionale, la pesantezza e i ritornelli» tipici del gruppo. Il testo, scritto dal cantante James LaBrie, riguarda l'idea della terraformazione e guardare oltre la Terra per insediamenti alternativi.
Il brano ha vinto il Grammy Award alla miglior interpretazione metal alla 64ª edizione dei Grammy Award.

## Video musicale
Il video, diretto da Wayne Joyner, è stato reso disponibile in concomitanza con il lancio del singolo attraverso il canale YouTube del gruppo.

## Tracce
Testi di James LaBrie, musiche dei Dream Theater.
1. The Alien – 9:31

## Formazione
Gruppo
- James LaBrie – voce
- John Petrucci – chitarra
- John Myung – basso
- Jordan Rudess – tastiera
- Mike Mangini – batteria

Produzione
- John Petrucci – produzione
- James "Jimmy T" Meslin – ingegneria del suono, produzione aggiuntiva
- Andy Sneap – missaggio, mastering